# Omalotheca
Omalotheca — рід квіткових рослин родини айстрових. Види цього роду поширені в Північній Америці (3 види, у Гренландії, Сент-П'єр і Мікелон, Канаді, США) та Євразії (від Ісландії до Камчатки).
Існують певні розбіжності щодо того, які види слід включити в Omalotheca. Деякі або всі види іноді входять до Gnaphalium.

## Морфологічна характеристика
Багаторічні рослини, 2–70 см. Стебла зазвичай 1, прямовисні. Листки прикореневі й стеблові, чергові, сидячі, пластини переважно від вузьколанцетних до зворотноланцетних, краї цілі. Обгортки 5–6 мм. філярії в 2–3 рядах. Периферійні (маточкові) квіточки 35–70+ (більш численні, ніж двостатеві); віночки пурпурові чи білуваті. Внутрішні (двостатеві) квіточки 3–4; віночки пурпурові або білуваті, дистально пурпуруваті чи червонуваті. Ципсели від зворотнояйцюватої до циліндричної чи веретеноподібної форми, іноді злегка стиснуті. x = 14.

## Види
1. Omalotheca caucasica (Sommier & Levier) Czerep.
2. Omalotheca diminuta (Braun-Blanq.) Bartolucci & Galasso
3. Omalotheca hoppeana (W.D.J.Koch) Sch.Bip. & F.W.Schultz
4. Omalotheca leucopilina (Schott & Kotschy ex Boiss.) Holub
5. Omalotheca nanchuanensis (Y.Ling & Y.Q.Tseng) Holub
6. Omalotheca norvegica (Gunnerus) Sch.Bip. & F.W.Schultz
7. Omalotheca roeseri (Boiss. & Heldr.) Holub
8. Omalotheca supina (L.) DC.
9. Omalotheca sylvatica (L.) Sch.Bip. & F.W.Schultz